# إزالة مواقع التراث الإسلامي في مكة والمدينة

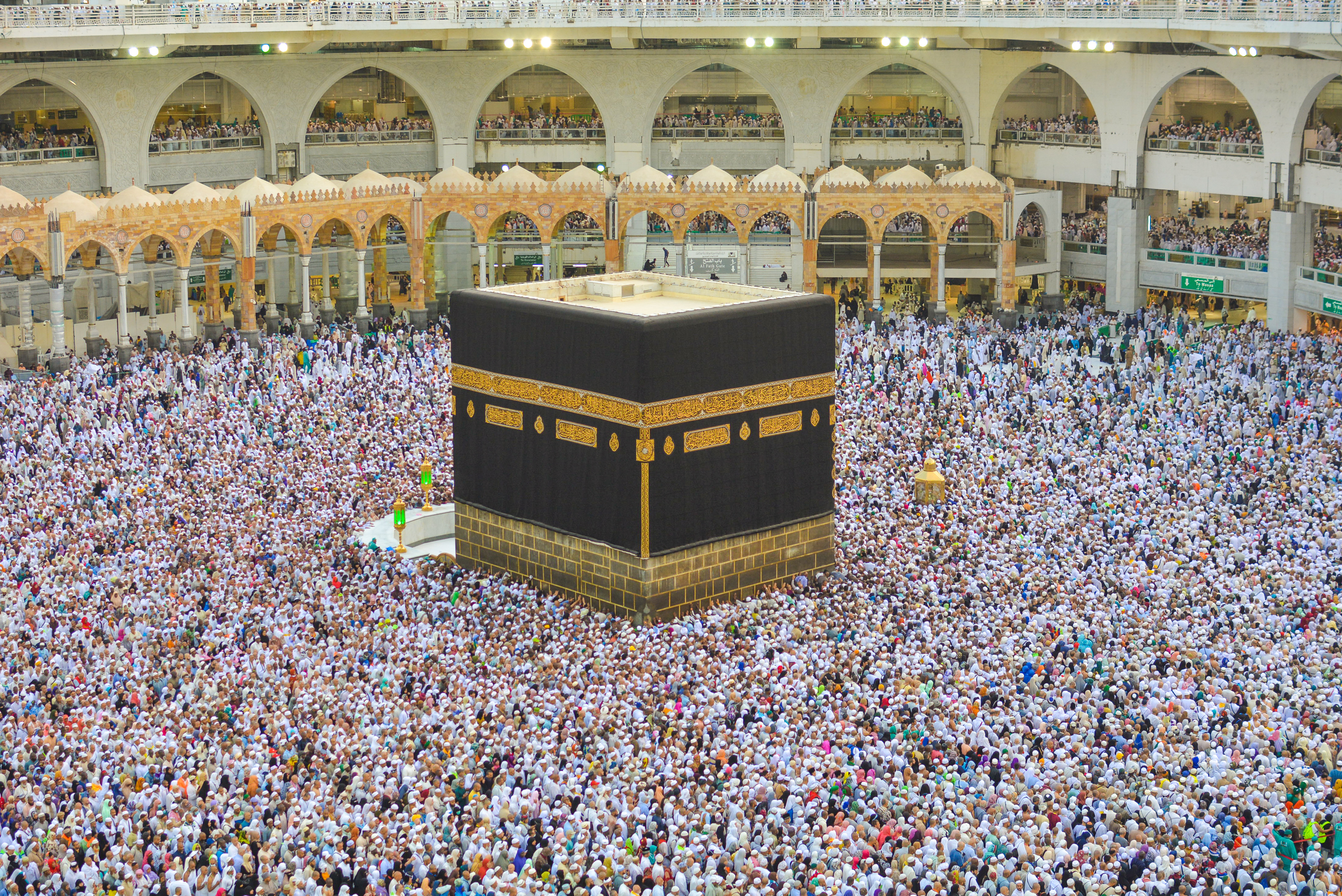
شكلت توسعات المسجد الحرام والمسجد النبوي سبباً رئيسياً في إزالة الدور والمباني المحيطة بهما منذ القرن السابع.

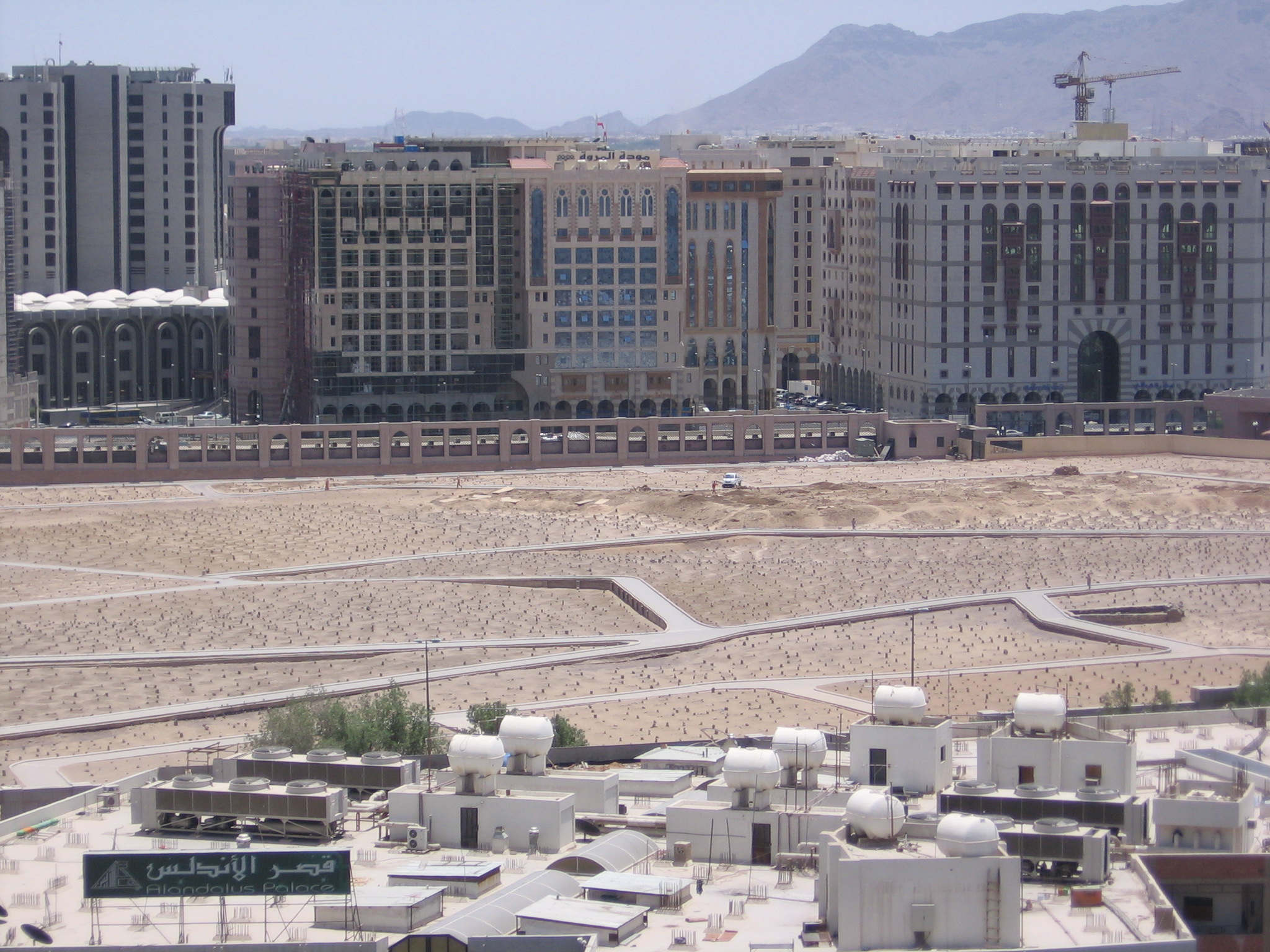
مقبرة البقيع في المدينة المنورة بالمملكة العربية السعودية.

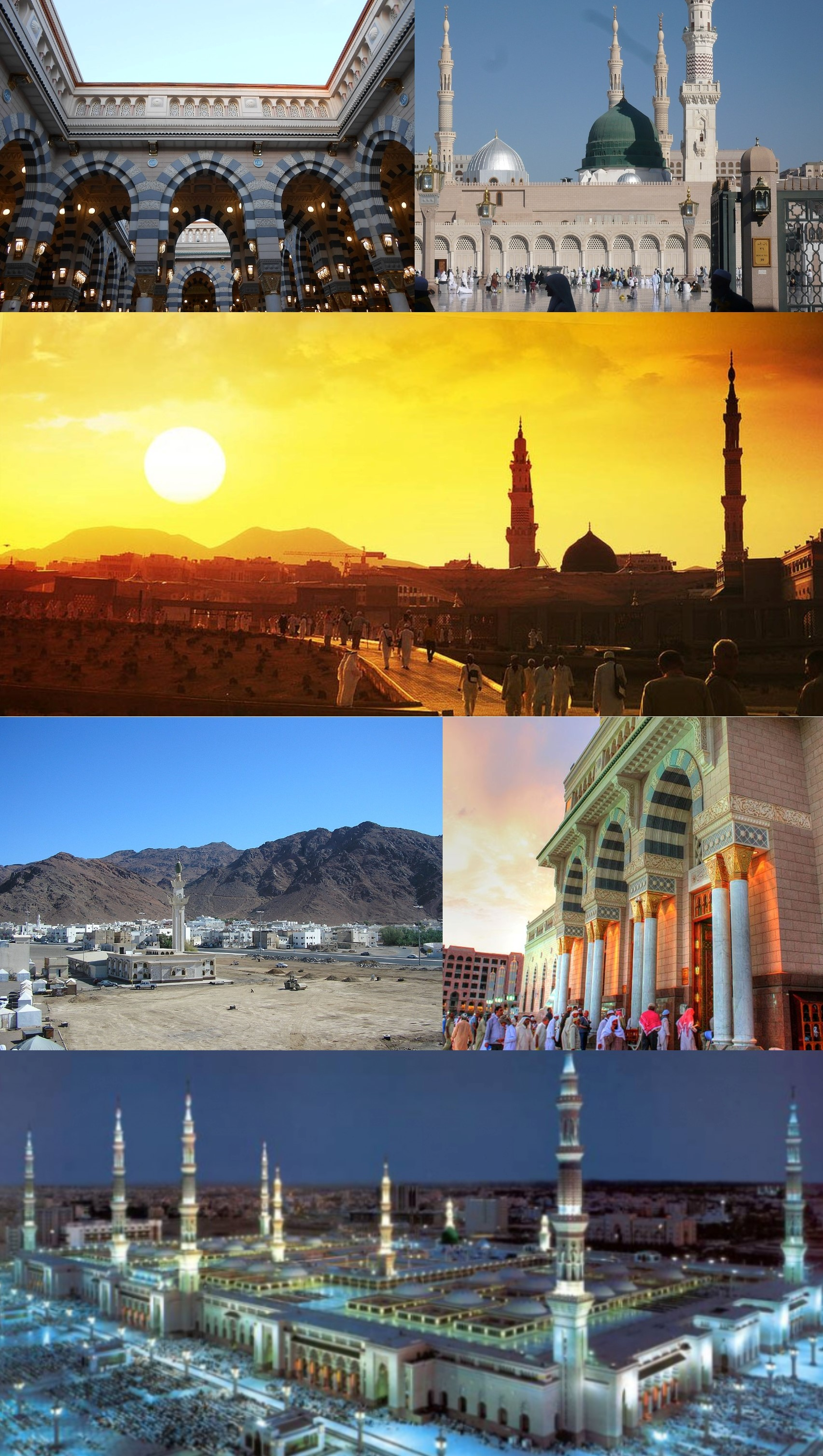
تجذب المواقع الإسلامية في المدينة المنورة ملايين الزوار سنوياً

إزالة مواقع التراث الإسلامي في مكة والمدينة كانت نتيجة للتوسعات المتتابعة التي لحقت بالمسجدين المقدسين عند المسلمين في مكة المكرمة والمدينة المنورة، وإلى أضرار خلفتها كوارث طبيعية كالسيول والأمطار، كما ساهمت حروب شهدتها المدينتين على مر التاريخ بأضرار بتلك المواقع، بالإضافة إلى التوسع العمراني طيلة 14 قرناً.
لقد ركزت عمليات الإزالة على المساجد والمقابر والمنازل والمواقع التاريخية المرتبطة بنبي الإسلام محمد والعديد من الشخصيات المؤسسة للتاريخ الإسلامي المبكر. كانت العديد من عمليات الإزالة في المدينتين جزءاً من التوسع المستمر للمسجد الحرام في مكة المكرمة والمسجد النبوي في المدينة المنورة ومنشآتها الخدمية المساعدة من أجل استيعاب العدد المتزايد من المسلمين الذين يؤدون فريضة الحج، بدءًا من توسعة عمر بن الخطاب، ثاني الخلفاء الراشدين، في القرن الأول الهجري.

## التاريخ
شكلت أعداد المسلمين المتزايدة في فترة قياسية، والتي تضع الإسلام على رأس قائمة أسرع الأديان انتشاراً في العالم، دافعاً لتوسيع الأماكن المقدسة في المدينتين، وتحديداً المسجد الحرام والمسجد النبوي، اللذين يحيطان بهما مبان يعود تاريخ بعضها إلى فترة ما قبل الإسلام، ما أدى إلى إزالة العديد من المواقع.

### القرن السابع
بدأت أولى عملية هدم للدور المحيطة بالمسجد الحرام، بعد وفاة النبي محمد بستة أعوام، حيث أزال ثاني خلفائه، عمر بن الخطاب، العديد من الدور الملاصقة للمسجد الحرام، بعد أن تضرر المسجد بأمطار غزيرة أنتجت سيلاً عرفه التاريخ الإسلامي بـ"سيل أم نشهل"، عام 638 (الموافق 17 هـ)، وجرف مقام إبراهيم وأحدث أضراراً انشائية في المسجد، ووسع عمر المسجد لتصل مساحته إلى 560 متراً مربعاً. وكان قد اعترض عدد من ملاك الدور المحاذية للمسجد الحرام بقبول التعويضات التي فرضها الخليفة عمر لإزالة دورهم لصالح مشروع التوسعة، إلا أنهم في نهاية الأمر قبلوا بها
ووسع الخليفة الذي تولى زمام السلطة من بعد عمر، عثمان بن عفان، من دائرة الإزالة التي لحقت بالمواقع والدور المحاذية للحرم المكي، حيث ضمّت التوسعة الثانية للحرم المكي 3830 متراً مربعاً من المباني المحيطة به لتصل مساحته إلى 4390 متراً مربعاً، في الفترة بين عامي 647م (26 هـ) و650م (29 هـ)، وأدخل للمرة الأولى للمسجد الأروقة.
وارتبطت أغلب الإزالات التي لحقت بالمباني القديمة المحيطة بالحرم المكي بالتوسعات التي توالت على مر العصور، ففي عام 684م، أفضت توسعة الخليفة، عبدالله بن الزبير، إلى إزالة ضعف ما أزيل في عهد عثمان بن عفان، حيث تجاوزت مساحة المسجد أكثر من 10 آلاف متر مربع.
كما شكلت الحروب الأهلية تهديداً على مواقع التراث الإسلامي، حيث تعرضت الكعبة إلى تصدعات عقب الحرب الأهلية التي دارت رحاها بن يزيد بن معاوية، ثاني الخلفاء الأمويين، وعبدالله بن الزبير، عام 683 م، ورممها الأخير، فيما تضررت الكعبة مرة أخرى في المعركة الحاسمة بين الأمويين وابن الزبير عند حصار مكة عام 692م، ما دفع بالخليفة الأموي، عبدالملك بن مروان إلى إعادة ترميم الأضرار التي نتجت من رمي الكعبة بالمنجنيق. وأزالت توسعة الوليد بن عبدالملك بعد توليه السلطة عام 710م العديد من الدور المتبقية حول الحرم المكي.
كما تضررت بعض الدور التاريخية بتعديلات معمارية من ملاكها، كدار المولد، وهي البيت الذي ولد فيه نبي المسلمين محمد في الربع الثاني من عام 571، وتعود ملكيتها إلى والد محمد، عبدالله بن عبدالمطلب، وتقع في شعب بني هاشم، وانتلقت ملكية الدار بعد هجرة النبي محمد إلى المدينة إلى عقيل بن أبي طالب، والذي باعها إلى شقيق الحجاج بن يوسف الثقفي، القائد الأموي، وأدخلها في داره، وحولتها الخيزران (أم الخليفتين العباسيين موسى وهارون) إلى مسجداً وأخرجته من منزل الثقفي وجلعت له زقاقاً يسمى "زقاق المولد"، بعد شرائها من ورثة الثقفي خلال حجها عام 787م. واهتم القادة السياسيون الذين دخلت مكة تحت حكمهم خلال القرون الماضية بالدار، ووافق عبدالعزيز آل سعود، ملك السعودية، على تحويلها إلى مكتبة (سميت بمكتبة مكة المكرمة) عام 1951 ، وتضم عدداً من مكتبات علماء وأدباء مكة ونوادر المخطوطات.
وفي المدينة المنورة، بنى النبي محمد المسجد النبوي فور وصوله إليها، فيما يعرف عند المسلمين بـ"الهجرة" عام 622، وكانت مساحة المسجد لا تتجاوز 1050 متراً مربعاً، كما تم إزالة العديد من الدور المحاذية للمسجد بعد سبعة أعوام ليصل مساحته إلى 1425 متراً مربعاً، ونظراً لأهمية المسجد في الإسلام وبصفتها عاصمة للمسلمين حتى عام 656، اهتم الزعماء المسلمين بالمدينة المنورة، ما انعكس على نموها العمراني والاقتصادي والسكاني. وبدأت أولى عمليات الإزالة التي لحقت بالدور والمواقع المحاذية للحرم المدني، بعد وفاة النبي محمد، وتحديداً في عهد ثاني الخلفاء المسلمين، عمر بن الخطاب، حيث أضاف 1100 متراً مربعاً إلى مساحته عام 638 م (17هـ)، وأزال عثمان بن عفان، الدور المحيطة بالمسجد، بإضافة 496 متراً مربعاً إلى مساحته، وقد أزالت توسعة عثمان الآثار الأولى للمسجد، بعد أن بناه من جديد خلال عشرة أشهر في الفترة بين عامي 29 هـ و30 هـ.
ورغم إزالة العديد من الدور، إلا أن الخليفتين لم يتعرضا إلى حجرات النبي محمد، والتي أدخلت للمرة الأولى في عهد الخليفة الأموي، الوليد بن عبدالملك، بعد أن أحدث تغييراً نوعياً في شكل المسجد، وأدخل حجرة عائشة، والتي تضم قبر النبي محمد وأبوبكر الصديق وعمر بن الخطاب إلى المسجد، وتولى واليه على المدينة، عمر بن عبدالعزيز (الخليفة الأموي لاحقاً) مهمة شراء المنازل المحيطة بالمسجد لضمها إلى التوسعة.

### القرن الثامن
بعد وفاة النبي محمد بـ 126 عاماً، أدت توسعة الخليفة العباسي، أبو جعفر المنصور، عام 758م بإزالة العديد من الدور الملاصقة للحرم المكي، خصوصاً في الجهة الشمالية والغربية، وضاعف ابنه، محمد الهادي عام 777م (في الفترة بين عامي 160 هـ و164 هـ) من عملية الإزالة بعد زيادته مساحة الحرم المكي من جميع الجهات، وأدخلت توسعة المهدي الرواق العباسي إلى المسجد، والذي لا يزال موجود إلى اليوم، وكانت زيادة المهدي تعدل كامل الزيادات التي لحقت بالمسجد الحرام منذ عهد الخليفة عمر بن الخطاب، ما انعكس على الدور المتبقية الملاصقة للحرم المكي، حيث أعد ميزانية ضخمة لشراء بقية الدور الموجودة بين المسجد الحرام والمسعى، وأزالها بالكامل، كما شملت توسعة المهدي إزالة دور أسفل باب العمرة والدور في شمال وجنوب الحرم، وفقدت مكة المكرمة العديد من البيوت التاريخية كدار بنت سباع الخزاعية، دار جبير بن مطعم، دار شيبة بن عثمان، دار أم هانئ بنت أبي طالب، وبئر قصي بن كلاب، الجد الخامس للرسول محمد، كما حول المهدي مجرى سيل وادي إبراهيم وبنى له طريقاً أزال على إثره دوراً كثيرة فيها.
وفي المدينة المنورة، وبعد توسعة الخليفة الأموي الوليد بن عبدالملك، أدت توسعة الخليفة العباسي، المهدي، عام 778م (161 هـ) للمسجد النبوي في إزالة العديد من الدور القديمة، حيث زادت مساحته 245 متراً مربعاً، وزادت توسعة الوليد بن عبدالملك والمهدي أكثر من أربعة أضعاف مساحته السابقة عند بنائه في عهد النبي محمد، في وقت كانت الدور في المدينة المنورة تتسم بصغر حجمها.

### القرن التاسع
أدت توسعة المعتضد، الخليفة العباسي، في شمال وغرب المسجد الحرام عام 897م (284 هـ)، في ضم الجزء المتبقي من دار الندوة إلى المسجد الحرام، وهي من أهم المواقع التاريخية في مكة المكرمة، والتي تعود إلى القرن الخامس الميلادي، وأسسها قصي بن كلاب، الجد الخامس للنبي محمد، حيث مثلت رمزية سياسية واجتماعية في مكة، فلا تقام حرباً إلا بعد الاجتماع فيها، ولا يبت أمراً في مكة قبل الإسلام إلا بعد مداولته في الدار، وفيها اجتمع القرشيون المناهضون لدعوة محمد وأخذوا قرارهم بقتله، إلا أنه تمكن من النجاة وكانت هجرته إلى المدينة المنورة بعدها.

### القرن العاشر
وفي عام 929م (317 هـ)، تعرضت مكة المكرمة إلى هجوم مسلح أغارت فيه جماعة تسمى بـ"القرامطة" على الحجاج، وبعد سقوط آلاف الضحايا (تقدرها روايات تاريخية بـ 30 ألف قتيل من الحجاج ومن أهالي مكة) خلعوا باب الكعبة وسرقوا الحجر الأسود منها، وظل بحوزتهم لأكثر من عقدين ونهبوا مقتنيات الكعبة وكسوتها.

### القرن الحادي عشر
كانت الكوارث الطبيعية والحرائق سبباً في تضرر واختفاء بعض مواقع التراث الإسلامي على مر التاريخ، ففي القرن السابع الهجري، شب حريق كبير في المسجد النبوي، وأدى إلى أضرار جسيمة في أغلب أرجائه، ولم يسلم من الحريق سوى قبة كانت بصحن المسجد (يعود تاريخها إلى القرن السادس الهجري)، وأخذت عملية الترميم المسجد إثر الحريق أكثر من ستة أعوام، وأعقبه حريق آخر بعد 200 عام، ودمر على إثره منبر النبي محمد، واحترقت الحجرة التي تضم قبره وقبر صاحبيه، وأمر بإعادة ترميمها السلطان المملوكي المنصور قلاوون.

### القرن الخامس عشر
في عام 1400م (802 هـ)، شب حريق كبير في المسجد الحرام بمكة المكرمة، والتهم أجزاءً واسعة منه، قدرت بثلثه، شملت الحلوة و130 أسطوانة، ورمم الملك المملوكي، الناصر فرج بن برقوق، المسجد من آثار الحريق، وأجرى المماليك تغييرات عدة على عمارة المسجد الحرام في القرن التاسع الهجري، حيث هدموا مئذنة باب سويقة وأعادوا بنائها، وأعادوا ترميم مئذنة باب علي وباب العمرة، الحوزة، السلام. كما هدم الرواق الغربي للمسجد عام 1443م (847هـ). وفي عهد السلطان قايتباي عام 1447م (882هـ)، بنى المماليك مدرسة ورباطاً للفقراء، ما أدى إلى هدم رباط السدرة، والذي يعد أول رباط مخصص لإيواء الفقراء في مكة، ويعود تاريخ تأسيسه إلى عام 924م (312هـ)، كما تمت إزالة رباط المراغي. وفي عام 1513 (919هـ)، هدم السلطان قنصوه الغوري حجر إسماعيل بكامله وبناه مرة أخرى.
وفي المدينة المنورة، تعرض المسجد النبوي إلى عمليات ترميم لبعض أجزاءه في عهد قايتباي عام 1474م (879 هـ)، كما جرت عمارة ثانية للمسجد عام 1481 (886هـ)، بعد تعرضه لحريق آخر جراء صاعقة ضربت المئذنة الجنوبية الشرقية، ويشير السمهودي إلى أنه لم يسلم شيء من الحريق سوى القبة الداخلية لقبر الرسول محمد، وأعاد ترميمه قايتباي، كما أعاد الكرة من جديد عندما ضربت صاعقة أخرى إحدى المآذن عام 1486م (898 هـ).

### القرن السادس عشر
في القرن السادس الميلادي، وتحديداً عام 1525م (931 هـ)، أجرى السلطان العثماني، سليمان خان، عمليات ترميم في المسجد الحرام، حيث هدم سقفه الشرقي، وأعاد بناءه كما تم استبدال أعمدته الموجودة بأعمدة من النحاس الأصفر.
فيما بنى السلطان العثماني، سليمان القانوني، مدرسة عام 1565م (641هـ) وعدداً من المباني شمال المسجد الحرام. وفي عام 980 هـ، هدم السلطان العثماني، سليم الثاني، الرواق الشرقي من المسجد الحرام، واستبدله بـ 892 عموداً من الرخام والحجر.

### القرن التاسع عشر
في المدينة المنورة، شهد المسجد النبوي تغييراً في عمارته، حيث أمر السلطان العثماني، عبدالحميد الثاني، بنقض عمارة السلطان المملوكي، قيتباي، والتي تعود إلى القرن التاسع الهجري، وإعادة بناء المسجد من جديد. وبدأت السلطات العثمانية عام 1849م (1265هـ) بهدم المسجد وإعادة بنائه من جديد على عدة مراحل خلال 12 عاماً ، مع زيادة في مساحته بلغت 1293 متراً مربعاً.
وبين عامي 1803 و1804، ضم السعوديون مكة والمدينة إلى دولتهم، وأزالوا العديد من المواقع والأضرحة. مثل الضريح المبني فوق قبر فاطمة ابنة محمد. وفي مكة، تم تسوية الأضرحة على مقابر اقرباء النبي الموجودة في مقبرة المعلاة، من بينها قبر زوجته الأولى خديجة بنت خويلد. وبدأت الإزالة الأولية للمواقع في عام 1806 عندما سيطر السعوديون على المدينة المنورة وقاموا بتسوية العديد من المباني بشكل منتظم في مقبرة البقيع، وهي موقع الدفن الواسع المتاخم للمسجد النبوي الذي يضم رفات العديد من أفراد أهل بيت محمد وصحابته المقربين والشخصيات المركزية للإسلام المبكر.
أقام الأتراك العثمانيون أضرحة فوق قبور البقيع، تمت تسويتها برمتها. وأدت المطالب السياسية ضد السيطرة التركية على المنطقة إلى بدء الحرب العثمانية السعودية (1811-1818) التي أجبرت فيها الهزيمة السعودية السعوديون على التراجع من الحجاز. أعادت القوات التركية السيطرة على المنطقة وبدأت بعد ذلك إعادة بناء شاملة للمواقع المزالة بين عام 1848 و1860.

### القرن العشرين
في عام 1909م (1327 هـ)، تعرضت مكة المكرمة لسيل كبير اجتاح المسجد الحرام، وارتفع منسوب مياه الأمطار أربعة أمتار، ما أحدث أضراراً جسيمة في بعض أجزاء الحرم المكي، وبدأت أعمال الترميم لإصلاح الأضرار عام 1334 هـ، إلا أن نشوب الصراع المسلح بين الشريف حسين والدولة العثمانية أوقفت عمليات الترميم التي بدأت متأخرة في الأصل، لتعود الأعمال في عهد الشريف حسين عام 1338هـ.
وفي 21 أبريل 1925، تمت تسوية الأضرحة والقباب في البقيع في المدينة المنورة مرةً أخرى. من بين الأضرحة التي أزيلت في هذا الوقت هي التي كانت موجودة في مقبرة شهداء غزوة أحد، من ضمنها قبر حمزة بن عبد المطلب عم محمد. وأزيلت خلال هذه الفترة مسجد مشربة أم إبراهيم منزل مارية القبطية زوجة النبي ومكان ولادة نجلهم إبراهيم، وضريح حميدة البربرية والدة الامام موسى الكاظم.
وبحلول عام 1932، توحد جزء كبير من شبه الجزيرة العربية في الدولة السعودية الثالثة والحالية (المملكة العربية السعودية). نجح الملك عبد العزيز بن سعود وجيشه في ضم الحجاز، بعد أن نجحوا في توحيد نجد والأحساء وعسير. كانت مظاهر توقير محمد وآل بيته وصحابته وتكريمهم وزيارة الأضرحة والمقابر والأماكن المقدسة المرتبطة بها من بين العادات المنتشرة لـ"الإسلام الحجازي". كانت الأضرحة والقباب منتشرة على القبور كمقبرة البقيع والمقابر الأخرى في مكة والمدينة، فيما أخذت الحكومة السعودية رأياً محافظاً ضد إقامة الأضرحة والقباب على القبور وتعظيمها، وهو رأي شائع في مدارس سنية عدة.
وكان موقف المؤسسة الدينية الحنبلية المتأثرة بدعوة محمد بن عبدالوهاب، التي تدعو إلى العودة إلى الأصول ومكافحة البدع والخرافات، مناهضاً لتلك الممارسات وتعتبرها خرافات لا أساس لها من الصحة معتبرين إنها فساداً تاماً للدين وانتشار للبدعة. وما تلا ذلك كان إزالة المقابر والأضرحة والمواقع المرتبطة بآل بيت النبي محمد وصحابته، فأزيلت كل تلك المظاهر التي تحالف المعتقد الحنبلي. وقد أفتت اللجنة الدائمة للبحوث العلمية والإفتاء التي عينتها الحكومة في المملكة العربية السعودية بإزالة مثل هذه الهياكل في سلسلة من الأحكام مشيرة إلى ان التبجيل المفرط بها يؤدي إلى الشرك.

### القرن الحادي والعشرين
شهد القرن الحادي والعشرين توسعاً كبيراً في المواقع المقدسة عند المسلمين في مكة المكرمة والمدينة المنورة، بسبب الطلب المتزايد على زيارة المسجد الحرام بمكة والمسجد النبوي في المدينة، واستمرار الحج السنوي في جذب الحشود من عام إلى آخر، مع تنامي عدد المسلمين المتنامي حول العالم، والذي وضع الدين الإسلامي كأسرع الأديان نمواً بحسب معهد "بيو" الأمريكي للأبحاث؛ ما تطلب توسعة المواقع المقدسة.
ولحماية مواقع التراث في البلاد، أعلنت السعودية اصدارها قانون يجرم الاعتداء أو التصرف في المباني التراثية، وأصدرت أمراً سامياً عام 2008، يقضي بمنع التعدي على مواقع التاريخ الإسلامي في مكة المكرمة والمدينة المنورة، وتكليف هيئة السياحة والتراث الوطني بحصر كامل لتلك المواقع، وأعلن رئيسها، في 2013، حصر مئات المواقع في مكة والمدينة.
وفي عام 2018، أسست السعودية بقرار من مجلس وزرائها هيئة مستقلة للتراث، ضمن الجهود الرسمية لتحقيق مستهدفات رؤية البلاد 2030. كما أعلنت عن مشروع محمد بن سلمان لتطوير المساجد التاريخية، وانتهت المرحلة الأولى بإعادة تأهيل وترميم 30 مسجداً تاريخياً في 10 مناطق، من بينها منطقتي مكة المكرمة والمدينة المنورة، بتكلفة 50 مليون ريال سعودي، فيما بدأت المرحلة الثانية من المشروع عام 2022 والذي يهدف إلى إعادة وتأهيل وترميم 130 مسجداً تاريخياً من بينها مساجد بمكة والمدينة. ومع إعلان مشروع توسعة مسجد قباء التاريخي، أعلن محمد بن سلمان، ولي العهد السعودي، تطوير وإحياء 57 موقعاً تاريخياً في المدينة المنورة.
وفي عام 2022، بدأت السعودية بمشاريع تطوير وتفعيل المواقع التاريخية الإسلامية في المدينة المنورة، وتشمل مرحلتها الأولى تصميم موقع غزوة الخندق، ومسجد القبلتين، تطوير موقع معركة أحد، تأهيل بئر الفقير وبئر عثمان بن عفان. وأُعلن عن مبادرة تطوير وتأهيل أكثر من 100 موقع تاريخي في المدينة المنورة، كما شكلت السعودية لجنة المواقع التاريخية الإسلامية والوجهات الإثرائية المنبثقة من برنامج خدمة ضيوف الرحمن، أحد البرامج التنفيذية لرؤية السعودية 2030.